# 478 aC
El 478 aC va ser un any del calendari romà prejulià. Durant la República Romana es coneixia com l'Any del consolat de Mamerc i Ahala, o de vegades, any 276 Ab urbe condita o de la fundació de Roma. La denominació 478 aC per a aquest any s'ha emprat des de l'edat mitjana, quan el calendari Anno Domini va ser el mètode més usat a Europa per a anomenar els anys.

## Esdeveniments

### Grècia
- Després de la destrucció de la ciutat pels perses, Temístocles reconstrueix i fortifica Atenes, sense considerar la petició dels espartans, que, amb to amable, van demanar que no s'aixequessin de nou les muralles per tal d'evitar que si la tornaven a ocupar els perses fos un lloc difícil de conquerir. Temístocles va anar a Esparta amb Aristides, l'arcont d'aquell any i Abrònic, ambaixador, i va dir ala espartans que les muralles ja eren prou altes com per resistir un assalt, entre les protestes d'Esparta.[2]
- El general Pausànies, després de la batalla de Platea (479 aC), va atacar Tebes i va exigir la rendició dels que havien ajudat els perses. Després d'un setge de 20 dies, alguns caps del partit persa, dirigit per Timagènides i Atagí (que després va escapar) van acceptar ser lliurats als aliats. Els traïdors van ser executats sense judici a Corint.[3]
- La Lliga de Delos va enviar una força per conquerir la ciutat de Bizanci, l'actual Istanbul, però, tot i que el setge va tenir èxit, el comportament arrogant del general Pausànies va indignar nombrosos aliats que, després d'aconseguir que Esparta el retirés, van confiar la flota als atenesos.[4]

### República Romana
- Luci Emili Mamerc i Gai Servili Estructe Ahala, que va morir durant el seu mandat, van ser elegits cònsols a Roma. Va ser elegit cònsol sufecte Opiter Virgini Tricost Esquilí.[5]
- Emili Mamerc va derrotar els habitants de Veios davant de les muralles de la ciutat, i va fer una gran matança. Poc després va acordar un tractat que el senat va rebutjar per ser massa favorable als derrotats i li va negar els honors del triomf.[6]

### Sicília
- Hieró I és el nou tirà de Siracusa, després de la mort del seu germà Geló I.[7]

## Necrològiques
- Geló I, tirà de les ciutats de Gela i Siracusa de Sicília (neix el 540 aC).[7]